# Преображенский переулок (Санкт-Петербург)
Преображе́нский переулок — переулок в историческом районе Белевское поле Невского административного района Санкт-Петербурга. Проходит от Белевского проспекта до проспекта Александровской Фермы.

## История
Переулок получил название 29 апреля 2009 года по Преображенскому еврейскому кладбищу.

## Пересечения
С запада на восток Преображенский переулок пересекают следующие улицы:
- Белевский проспект — Преображенский переулок примыкает к нему;
- проспект Александровской Фермы — Преображенский переулок примыкает к нему.

## Транспорт
Ближайшие к Преображенскому переулку станции метро, «Обухово» и «Пролетарская» 3-й (Невско-Василеостровской) линии, расположены на расстояниях около 1,2 км и 1,4 км по прямой от конца переулка соответственно.
Движение наземного общественного транспорта по переулку отсутствует.
Ближайшие к Преображенскому переулку остановочные пункты железной дороги — Обухово (около 1,1 км по прямой от конца переулка) и Сортировочная (около 1,7 км по прямой от начала переулка).

## Общественно значимые объекты
- пожарная часть № 25 — проспект Александровской Фермы, дом 15, литера А;
- Преображенское еврейское кладбище (напротив конца переулка, за проспектом Александровской Фермы). До строительства нынешнего моста-путепровода напротив этого проезда был один из входов на кладбище.
- Путепровод Александровской Фермы — подъём на него начинается примерно от пересечения переулка с проспектом

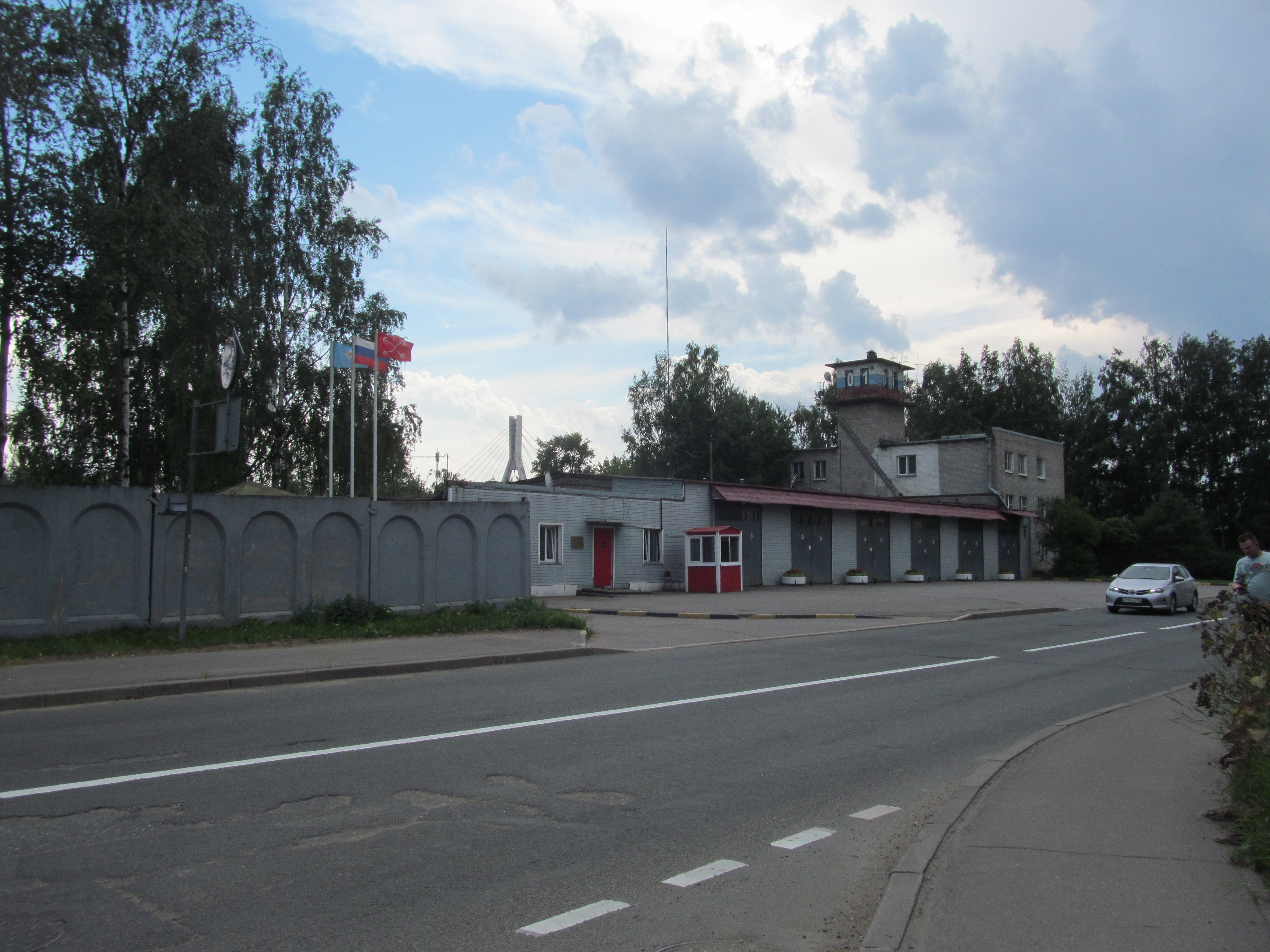
Пожарная часть
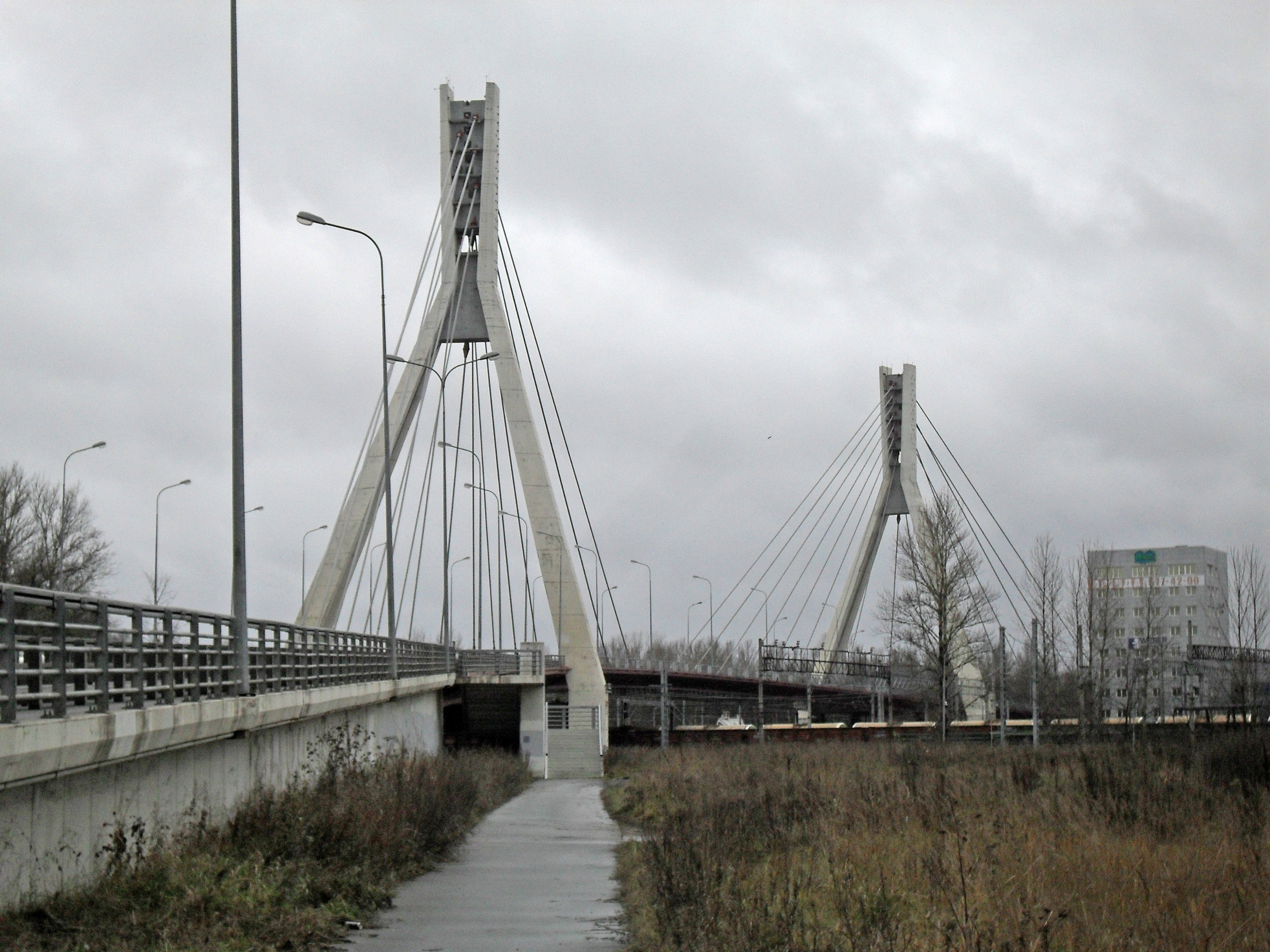
Путепровод со стороны Преображенского переулка